# Бикташев, Хабиль Хазиевич
Хаби́ль Хази́евич Бикта́шев (23 мая 1957, Татарское Абдикеево, Шенталинский район, Куйбышевской области, РСФСР, СССР) — советский спортсмен, заслуженный мастер спорта СССР (1984), чемпион Европы и СССР по дзюдо, президент Федерации дзюдо Самарской области.

## Биография
Родился в селе Татарское Абдикеево. Отец, Хази Бикташев был известным в селе борцом, неоднократным победителем в местных соревнованиях по татарской национальной борьбе куреш. С Великой Отечественной войны вернулся без одной руки, но продолжал выходить в борцовский круг и одерживал победы. Работал счетоводом, всего в семье было пять дочерей и два сына. Семья жила бедно, и баран, который был традиционным призом в состязаниях по курешу, был совсем не лишним.
Хабиль пошёл по стопам отца, ещё в седьмом классе он легко поднимал штангу в 120 кг. Перед армией пробовал попасть в секцию по классической борьбе, но отчего-то 120-килограммового богатыря туда не приняли. В армии ещё на распределительном пункте в Сызрани его заметили и отправили на службу в милицейский батальон в Куйбышев. Там ему предложили заняться самбо, в первых же соревнованиях на первенство дивизии он одолел трёх мастеров спорта. Окончил офицерские курсы, и к окончанию спортивной карьеры был уже в звании майора внутренних войск.
В Куйбышеве Бикташев познакомился с заслуженным тренером СССР Николаем Фёдоровичем Петровым. Петров понял, что навыки в национальной борьбе куреш помогут молодому спортсмену добиться успеха в дзюдо. Началось долгое плодотворное сотрудничество тренера и ученика. Через год Бикташев выполнил норматив мастера спорта, а спустя три года, в 1979 году, Бикташев выиграл международный турнир на призы Спорткомитета СССР. Одним из его коронных приемов был подхват под колени. Прием несложный, но требующий огромной силы рук и ног, поэтому не часто встречающийся, а Бикташев порой делал его одной рукой.
Но травмы преследовали молодого спортсмена. Полтора года он не выходил на татами из-за травмы колена, и не попал в сборную страны. Сломанное ребро помешало победить в чемпионате мира в Москве. От резкой боли в порванных мышцах спины Бикташев потерял сознание в финале VIII летней Спартакиаде народов СССР. Но несмотря на травмы он добивался побед. Примечательной в истории дзюдо остается победа Бикташева над немцем Пуффелем, когда последний был повержен всего за 7 секунд. Бикташев стал чемпионом СССР в 1988 году, чемпионом Европы в 1983 и 1985 годах и серебряным призёром в 1984, в том же 1984 году он стал победителем Кубка Европы в составе сборной СССР, и победителем турнира «Дружба-84». В 1986 году Бикташев победил на Играх Доброй воли. Не дался ему титул чемпиона мира: на соревнованиях в 1985 году он стал бронзовым призёром. Бикташев будучи чемпионом Европы 1983 года имел полное право на участие в Олимпиаде 1984 в Лос -Анджелесе, но в связи с бойкотом не смог принять участие. Впереди был новый цикл подготовки уже к сеульской олимпиаде 1988. В тяжёлой весовой категории сборную представлял Григорий Веричев, в абсолютной Хабиль Бикташев. Некогда они сменили в этих категориях Сергея Новикова и Виталия Кузнецова. Однако в связи с тем, что абсолютная категория была снята с олимпийской программы, Хабиль не попал в сборную и оставил карьеру дзюдоиста, став чемпионом СССР в 1988 году.
Продлить свою спортивную карьеру Бикташев решил с помощью сумо: там скоротечность схваток не требует идеальной физической подготовки, а мастерства и опыта у него было предостаточно. На первом чемпионате мира сборная России, в которую входил Бикташев, заняла пятое-восьмое места, но уже на втором чемпионате в 1993 году сборная России (Сергей Косоротов, Владимир Зябченко и Хабиль Бикташев) заняла третье место в командных соревнованиях, проиграв только японцам. В личном зачёте Биткашев завоевал бронзовую медаль в тяжёлом весе. На третьем чемпионате он стал бронзовым призёром, но уже в абсолютной весовой категории. Два года он прожил в Японии, хорошо выучил японский язык.

## Общественная деятельность
В 1996 году Бикташев принимал активное участие в создании Российской федерации сумо. Возглавил федерацию дзюдо Самарской области, а весной 2011 года, после четырёхлетнего перерыва, вновь вернулся на этот пост.
Бикташев сохранил и любовь к курешу. В родном селе он открыл борцовскую секцию и помог с её оснащением. Постоянно является главным судьей соревнований во время сабантуя. В 2010 году именно Бикташев совместно с председателем татарского культурно-просветительского общества «Туган тел» Похвистневского района Расихом Латыповым поднимал флаг России на первом Всероссийском сельском Сабантуе, проходившем в селе Алькино.
О его спортивной карьере в 2008 году вышел документальный фильм «Хабиль Бикташев» в цикле «Старое кимоно». В Тольятти проводятся ежегодные соревнования на призы Бикташева, получившие статус Всероссийских.

## Звания и достижения
- чемпион СССР по дзюдо (1988)
- чемпион Европы по дзюдо (1983, 1985)
- победитель Игр Доброй воли (1986)
- серебряный призёр чемпионата Европы (1984)
- победитель Кубка Европы в составе команды СССР (1984)
- победитель турнира «Дружба-84»
- бронзовый призёр чемпионата мира по дзюдо (1985).
- бронзовый призёр чемпионата мира по сумо в составе сборной России (1993)
- бронзовый призёр чемпионата мира по сумо в тяжёлом весе (1993)
- бронзовый призёр чемпионата мира по сумо в абсолютной весовой категории (1994)
- Заслуженный мастер спорта СССР (1984).
- награждён орденом «Знак Почета».